# ヴァランタン・ロンジェ
- ヴァランタン・ロンジエ
- ヴァランタン・ロニエ

ヴァランタン・ロンジェ（Valentin Rongier、1994年12月7日 - ）はフランスのサッカー選手。スタッド・レンヌ所属。ポジションはMF。

## 経歴
FCナントのアカデミー出身。2014年10月18日、スタッド・ランス戦でリーグ・アンデビュー。2018-19シーズンはチームのキャプテンに就任した。
2019年9月3日、オリンピック・マルセイユと5年契約を締結したことが発表された。
2025年7月21日、カンタン・メルランとともにスタッド・レンヌへの完全移籍が発表された。ロンジェはレンヌと3年契約を締結した。